# Coronacrisis in het Caribisch deel van het Koninkrijk der Nederlanden
De coronacrisis in het Caribisch deel van het Koninkrijk der Nederlanden betreft de crisis in het Caribisch deel van het Koninkrijk der Nederlanden door de gevolgen van het SARS-CoV-2-virus.

## Algemeen
Op 30 maart kwam het Outbreak Management Team Cariben (OMT Cariben) voor het eerst bijeen. Zij brengen advies uit voor het Caribisch deel van het Koninkrijk der Nederlanden omtrent de situatie rondom de wereldwijde coronapandemie. Naar aanleiding van dit advies heeft de Nederlandse regering diverse maatregelen genomen om de landen Aruba, Curaçao en Sint Maarten alsmede de openbare lichamen Bonaire, Sint Eustatius en Saba te ondersteunen.
Hoewel de landen binnen het Koninkrijk normaliter een eigen beleid voeren, verlenen op grond van artikel 36 van het Statuut voor het Koninkrijk der Nederlanden de landen elkaar hulp en bijstand en wordt er een gezamenlijk beleid gevoerd.

## Volksgezondheid
Het Rijksinstituut voor Volksgezondheid en Milieu (RIVM) informeert de zes (ei)landen over de epidemiologische situatie en de beschikbare richtlijnen. Ook adviseert het RIVM over de te nemen maatregelen. Er vindt een intensivering van samenwerking plaats. De laboratoria in de landen Aruba, Sint Maarten en Curaçao testen ook voor Caribisch Nederland en er wordt een arts-epidemioloog gestuurd vanuit Nederland naar Sint Maarten.

### Uitbreiding zorgcapaciteit

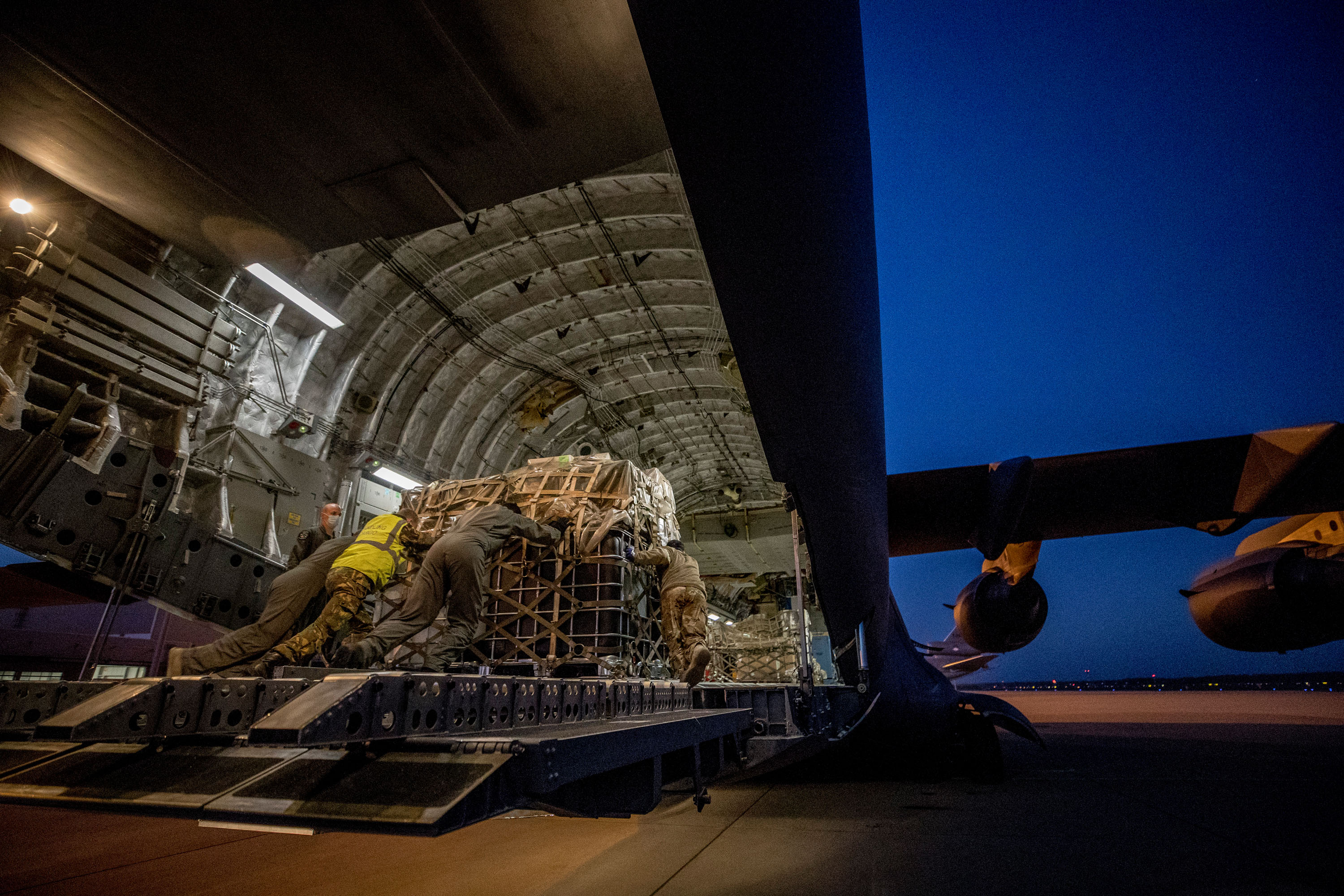
Medische zending vanuit Eindhoven met medische apparatuur, persoonlijke beschermingsmiddelen en medicijnen, 5 april 2020

Voor extra capaciteit van patiëntenvervoer werd op 25 maart een extra air-ambulance op Bonaire gestationeerd om patiënten tussen de eilanden te kunnen vervoeren.
De Nederlandse luchtmacht heeft op 5 april 2020 medische apparatuur en medicijnen naar Sint Maarten gebracht waarmee 12 extra intensivecarebedden gerealiseerd worden die bedoeld zijn voor patiënten van alle eilanden in het Koninkrijk. Er is voor Sint Maarten gekozen, omdat daar op dat moment de grootste nood is. Het Ministerie van Volksgezondheid, Welzijn en Sport heeft een team medisch specialisten ingehuurd voor de IC-plekken op Sint Maarten. Op 15 april was het hiervoor benodigde personeel via een internationaal medisch uitzendbureau ingehuurd door Nederland en inmiddels ook aangekomen op Sint Maarten.
Op 10 april worden per KLM-vlucht medische apparatuur, medicijnen en beschermingsmateriaal gestuurd om 30 intensivecarebedden te realiseren op de drie benedenwindse eilanden van het Koninkrijk: Aruba, Bonaire en Curaçao. Het gaat hierbij om 12 plekken op Aruba, 12 plekken op Curaçao en 6 plekken op Bonaire bestemd voor alle patiënten van alle eilanden. Benodigd extra personeel zal ook via een internationaal medisch uitzendbureau ingehuurd worden door Nederland.
14 april 2020 zijn er een verpleegkundige vanuit het Rijksinstituut voor Volksgezondheid en Milieu en een WASH-specialist (water, sanitatie en hygiëne) van het Rode Kruis naar Sint Maarten gestuurd. De verpleegkundige ondersteunt de afdeling publieke gezondheid van Sint Maarten. De specialist ondersteunt het lokale Rode Kruis onder andere met het beter bereiken van de groep ongedocumenteerden op het eiland.
Op 15 april kondigt Minister van Gezondheid, Milieu en Natuur van Curaçao Suzanne Römer aan dat op kosten van Nederland ondersteunend zorgpersoneel uit de Verenigde Staten wordt ingevlogen voor het land. Het gaat om 82 personen: 5 intensivisten, 50 verplegers voor de intensive care en 13 verplegers en 14 paramedici gespecialiseerd in IC-zorg. Toen bij aankomst op 23 april een persoon besmet bleek besloot Nederland de hele groep, en ook de groep van 21 IC-verpleegkundigen voor Aruba, de volgende dag te repatriëren. Op 4 mei kwam vervangende zorgpersoneel aan, dat meteen twee weken in quarantaine werd geplaatst.
De zes eilanden in het Caribisch deel van het Koninkrijk delen mee in de beschikbare persoonlijke hulp- en beschermingsmiddelen vanuit Europees Nederland.

## Veiligheid en openbare orde
De Koninklijke Marechaussee ondersteunt op alle eilanden bij politietaken. Op Aruba, Curaçao en Sint Maarten wordt de militaire politiezorg door De Koninklijke Marechaussee geïntensiveerd.
Er wordt bijstand verleend voor Kustwachttaken door de Nederlandse Defensie door inzet van het stationsschip  Zr. Ms. Groningen (13 april afgelost door de Zr. Ms. Zeeland). Defensiepersoneel wordt ingezet voor extra Kustwachtpatrouilles.
In Curaçao en Sint Maarten ondersteunen militairen bij handhaving van ordemaatregelen. 
In Sint Maarten is sinds orkaan Irma in 2017 de Nederlandse Politie actief ter ondersteuning. Deze samenwerking zou eindigen op 10 mei maar wordt gezien de omstandigheden verlengd tot 1 augustus 2020. Om de lokale overheid bij te staan stuurt Nederland een crisismanager naar Sint Eustatius.
Op 13 maart vertrekt het bevoorradings- en transportschip  Zr. Ms. Karel Doorman voor een missie van 3 maanden naar het Caribisch gebied om de overheden daar bij te staan tijdens de coronacrisis. Aan boord onder andere een ziekenhuis en medisch personeel, helikopters en landingsvaartuigen. Ook gaan 48 mariniers mee, indien nodig kunnen extra mariniers worden gestuurd.

### Overige ondersteuning Defensie
Defensie ondersteunt de Voedselbank op Aruba bij de opbouw van een noodaccommodatie op Sint Maarten. In Curaçao ondersteunt militair medisch personeel bij het afnemen van testen. Op 5 april verzorgde Defensie een militair transport van hulpgoederen en apparatuur naar Sint Maarten.

## Financieel-economisch gebied
Op 9 april krijgen Sint Maarten, alsook Aruba en Curaçao, van Europees Nederland een renteloze noodlening om de komende zes weken te overbruggen. Voor Aruba gaat dit om 21 miljoen euro (er werd circa 200 miljoen euro gevraagd), voor Sint Maarten om 25 miljoen euro (125 gevraagd) en voor Curaçao om 90 miljoen euro (393 gevraagd).
Jandino Asporaat, zelf geboren en tot zijn elfde getogen op Curaçao, houdt op 9 mei een benefietuitzending op NPO 1.
Eind december 2020, tijdens de coronacrisis, werd Winair gesteund met een hypothecaire lening van 2,7 miljoen euro van de Nederlandse overheid voor de duur van 18 maanden. De Sint Maartense luchtvaartmaatschappij is een kritieke schakel in de regio die verbindingen onderhoudt tussen alle zes eilanden in het Koninkrijk.